# روز خداوند
روز خداوند (انگلیسی: Lord's Day) در مسیحیت، به یکشنبه اشاره دارد. این روز برای مسیحیان اهمیت ویژه‌ای دارد زیرا یادآور رستاخیز عیسی مسیح در اولین روز هفته است. در کتاب مقدس، به ویژه در عهد جدید، از یکشنبه به عنوان «روز خداوند» یاد شده است و مسیحیان اولیه این روز را به عنوان روز استراحت و عبادت در نظر می‌گرفتند.
در روز خداوند، مسیحیان در کلیساها گرد هم می‌آیند تا در مراسم عشای ربانی شرکت کنند، دعا بخوانند، سرودهای مذهبی بخوانند و به تعالیم کتاب مقدس خود گوش دهند. این روز همچنین به عنوان فرصتی برای استراحت، گذراندن وقت با خانواده و دوستان و انجام کارهای خیر و نیکوکاری درنظر گرفته شده است.